# Natoma
Natoma è un comune degli Stati Uniti d'America, situato nello Stato del Kansas, nella Contea di Osborne.